# 德尼切
德尼切（義大利語：Denice），是意大利亚历山德里亚省的一个市镇。总面积7.45平方公里，人口201人，人口密度27.0人/平方公里（2009年）。ISTAT代码为006065。